# Trautenstein
 Trautenstein is een plaats en voormalige gemeente, thans een deelgemeente van Oberharz am Brocken in de Duitse deelstaat Saksen-Anhalt, en maakt deel uit van de Landkreis Harz.
Trautenstein ligt aan de Uerdinger Linie, in het traditionele gebied van het Nederduitse dialect Oostfaals, en ligt niet ver van de grens van Nedersaksen, is een luchtkuuroord en telt ongeveer 600 inwoners.

## Geschiedenis
De plaats wordt voor het eerst genoemd in 1448 en heeft zich door de mijn- en bosbouw ontwikkeld van een boerendorp tot toeristenoord. Het lokale museum bevat tentoonstellingen over de bewogen geschiedenis van de plaats. De naam van de plaats Trautenstein is terug te voeren naar de "Druïdensteen".
In oktober 1607 is een groot deel van de plaats door brand verwoest. 
In 1701 werd de barokke houten Sint-Salvatorkerk voltooid. De kerk, die gewijd is aan Christus-Verlosser, werd in 1834 voorzien van een door Engelhardt gebouwd orgel met elf registers en een vrijstaand klavier.
In het jaar 1979 werd hier en in het noordelijke deel van de Rappbode-Talsperre de sprookjesfilm Sneeuwwitje en Rozerood opgenomen.
Van 1 januari 2002 tot 1 januari 2010 was Trautenstein bestuurlijk ingedeeld bij Hasselfelde.

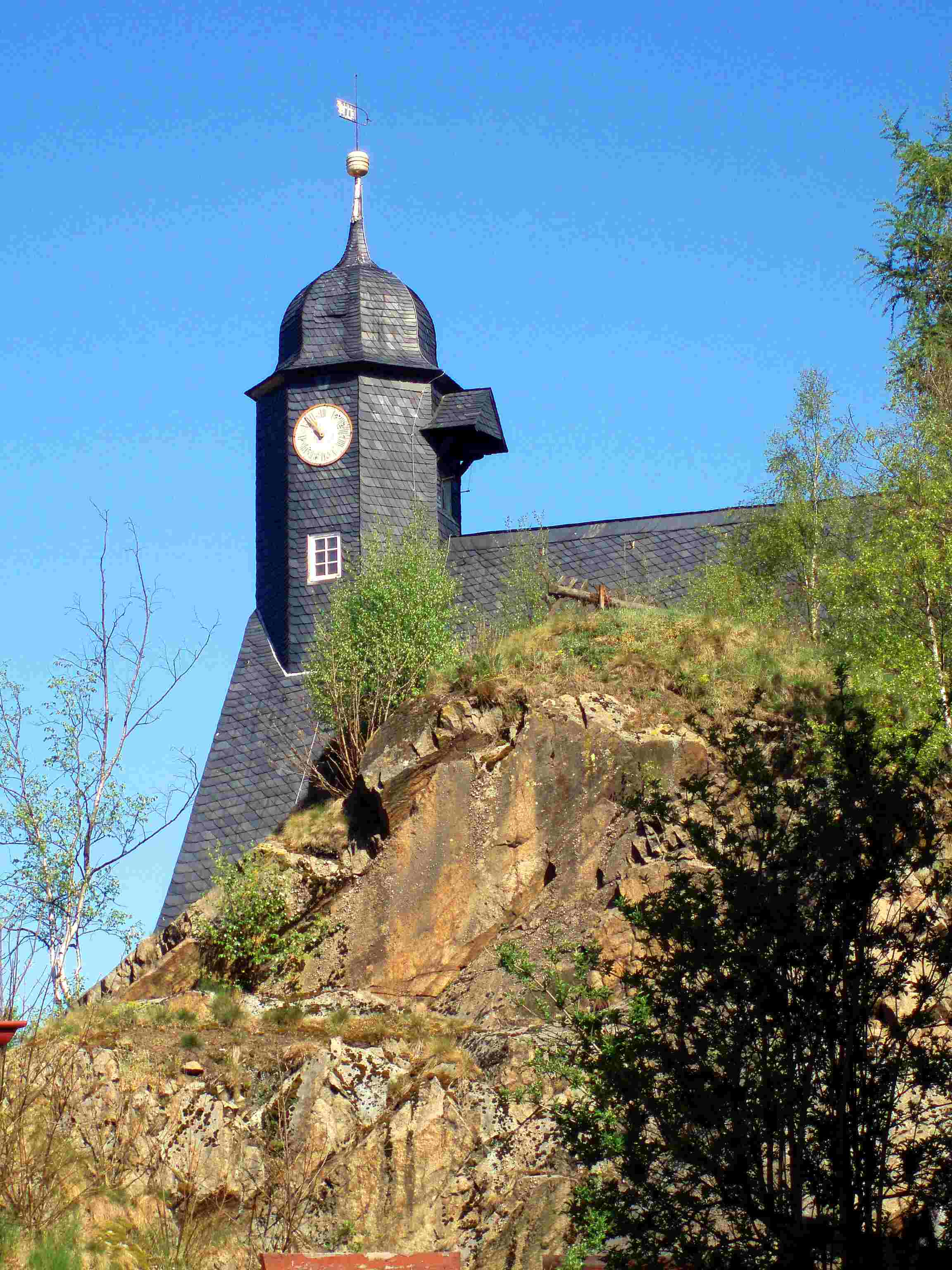
Kerk van Trautenstein met de "Druïdensteen"
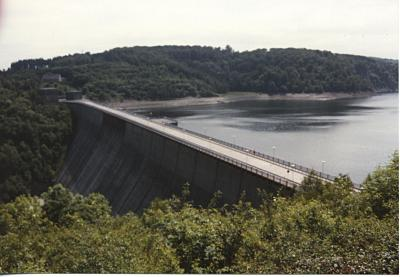
Rappbode-Talsperre nabij Trautenstein